# Boussé
Boussé ist sowohl eine Gemeinde (französisch commune urbaine) als auch ein dasselbe Gebiet umfassendes Departement im westafrikanischen Staat Burkina Faso in der Region Plateau Central und der Provinz Kourwéogo. Die Gemeinde hat 41.455 Einwohner. Boussé ist Hauptstadt der Provinz Kourwéogo.